# Radbourne
Radbourne – wieś w Anglii, w hrabstwie Derbyshire, w dystrykcie South Derbyshire. Leży 7 km na zachód od miasta Derby i 186 km na północny zachód od Londynu.